# Оболонская набережная
Оболо́нская на́бережная — улица в Оболонском районе города Киева, жилой массив Оболонь. Пролегает вдоль залива Оболонь р. Днепр от Северного моста до улицы Приречной.

## История местности
Первые поселения на месте Оболони были с незапамятных времен. Тут жили племена скотоводов. Это доказал еще известный отечественный археолог Викентий Хвойка. Там даже был установлен большой идол покровителю домашнего скота, богу Велесу.
В 1897 году на Оболонском заливе началось строительство гавани по проекту известного инженера Николая Максимовича. После завершения строительства в 1899 году ревизионная комиссия выявила ряд недостатков.  В этого убыток для городской казны составил около ста тысяч рублей.
В 1939 году в рамках советской оборонной программы на Оболони развернулось секретное строительство. Проектом предусматривалось сооружение под Днепром стратегической железной дороги. На строительстве работало около 12 тысяч человек. Но в 1941 году началась война, и все работы свернули далеко до завершения. Теперь в урочище Наталка об этом утопическом проекте напоминает огромный железобетонный кессон.
Вдоль урочища Наталка в середине 1970-х годов обустроена защитная дамба, позволившая  намыть необходимый для  строительства жилого массива слой песка. По первоначальному проекту Оболони вдоль Днепра должны были располагаться уникальные общественные здания. Строительство их откладывалось на более поздний период, как и во многих других жилых массивах Киева. Поэтому Оболонская набережная была благоустроена только в середине 2000-х годов вместе со строительством на этой территории жилого микрорайона №3А (Оазис). Застройкой занималась творческая архитектурная мастерская Валентина Исака. За первую очередь благоустройства набережной творческий коллектив удостоен государственной премии Украины в области архитектуры в 2003 году. Современное название присвоено набережной также с 2003 года.

## Основные достопримечательности
Храм Рождества Христова, Оболонская Набережная, 5.
Парк Наталка, Оболонская Набережная, 9.
Свято-Покровский собор, улица Приречная, 5А (угол Оболонской Набережной).

## Галерея
- 5-этажные жилые дома на Оболонской набережной, Киев (2009)
- Вид на Оболонскую набережную с Днепра, Киев (2010)
- Вид Оболонской набережной от Северного моста (2010)
- Вид Оболонской набережной от храма Покровы (2010)
- Зима на Оболонской набережной (2009)
- Фрегат
- Катигорошек
- Ретриверы
- Фонтан
- Скульптура в "Саду камней"